# Guillermo de Beaujeu
Guillermo de Beaujeu (en francés: Guillaume de Beaujeu; c. 1230-18 de mayo de 1291) fue el vigésimo primer gran maestre del Temple, entre 1273 y 1291. Fue el benjamín de Guichard de Beaujeu, señor de Montpensier, y Catalina de Montferrand. Ingresó en la Orden del Temple en 1253. Estuvo en el Reino de Jerusalén desde 1260 o 1261, donde desempeñó el cargo de comendador de la provincia templaria de Trípoli en 1271, y fue maestre de la provincia templaria de Sicilia en 1272. Mantuvo estrechos lazos políticos con Carlos de Anjou, rey de Sicilia, con quien estaba emparentado, hasta la muerte de este en 1285.
Guillermo fue elegido gran maestre en 1273 y llevó a cabo una visita a las encomiendas de Europa, antes de asistir al segundo concilio de Lyon en mayo de 1274. Regresó a Tierra Santa en septiembre de 1275, y desde ese momento defendió el reclamo de Carlos de Anjou a la corona de Jerusalén frente al de su rival Hugo III de Chipre. Esta postura agudizó significativamente las divisiones políticas en los Estados cruzados, pero también le aseguró el continuo apoyo material de Carlos, muy necesario en este momento.
El papel partidista de Guillermo ciertamente contribuyó a su falta de credibilidad entre 1289 y 1291, cuando advirtió en vano sobre la inminencia de los ataques mamelucos merced a la información que había obtenido de espías que operaban en el ejército egipcio. Guillermo murió el 18 de mayo de 1291, durante el asedio mameluco de Acre.

## Orígenes familiares

Blasón personal de Guillermo de Beaujeu.

Nacido hacia 1230, Guillermo era el benjamín de Guichard de Beaujeu, señor de Montpensier, y Catalina de Montferrand. Por lo tanto, era hermano de Humberto de Beaujeu, condestable de Francia, y de Héric de Beaujeu, mariscal del reino. Sus abuelos paternos fueron Guichard IV de Beaujeu y Sibila de Henao, hermana menor de Isabel de Henao, reina consorte de Francia entre 1180 y 1190. Por consiguiente, Guillermo era pariente del rey Luis IX de Francia y de su hermano Carlos de Anjou.

## Ingreso en la Orden del Temple
Guillermo había ingresado a la Orden del Temple en 1253. Posiblemente participó en la cruzada a Egipto, donde pereció su tío Humberto V de Beaujeu. Sea verdad esto o no, Guillermo ya se encontraba en el Reino de Jerusalén en 1260 (o 1261) cuando formó parte de una expedición contra los turcomanos en la región de Tiberíades. Fue hecho prisionero en una emboscada, aunque recobró la libertad poco después junto a otros hermanos templarios y nobles del reino, entre ellos Juan II de Ibelín, señor de Beirut, y Juan de Gibelet, mariscal de Jerusalén. Durante esa misma década, su orden se involucró en la guerra de San Sabas entre las repúblicas marítimas de Venecia y Génova, que dividió profundamente a la nobleza de los Estados cruzados y a las órdenes militares. Baibars, sultán mameluco de Egipto, aprovechó la oportunidad para conquistar muchas fortalezas cristianas y destruir el Principado de Antioquía. Se cree que Guillermo ocupó en 1268 el cargo de castellano de Beaufort, fortaleza que Baibars conquistó ese mismo año. En 1271, ostentó el cargo de comendador de la provincia templaria de Trípoli en 1271. Se hallaba lejos de Tierra Santa en 1272, ya que administraba la provincia templaria del Reino de Sicilia, que había sido conquistado en 1266 por Carlos de Anjou, con quien Guillermo de Beaujeu tenía vínculos políticos; por esto la presencia del futuro gran maestre en aquella provincia era importante.

## Gran maestre del Temple
Thomas Bérard, gran maestre del Temple, murió el 25 de marzo de 1273 y Guillermo fue designado para sucederlo el 13 de mayo de ese mismo año. Sin embargo, todavía se encontraba en Sicilia cuando fue elegido gran maestre; tenía por entonces alrededor de cuarenta años. Para asumir sus deberes en su ausencia, el capítulo escogió a Goufier de Roannais, al que nombró gran comendador. Este último envió a los templarios Bertrand de Foix y Guillaume de Ponçon para traerlo de vuelta a Tierra Santa. Aunque se le informó sobre esto, el gran maestre llevó a cabo una visita a las encomiendas de Europa antes de ocupar el cargo, según el cronista Templario de Tiro, secretario y confidente de Guillermo.

## Participación en el concilio de Lyon II

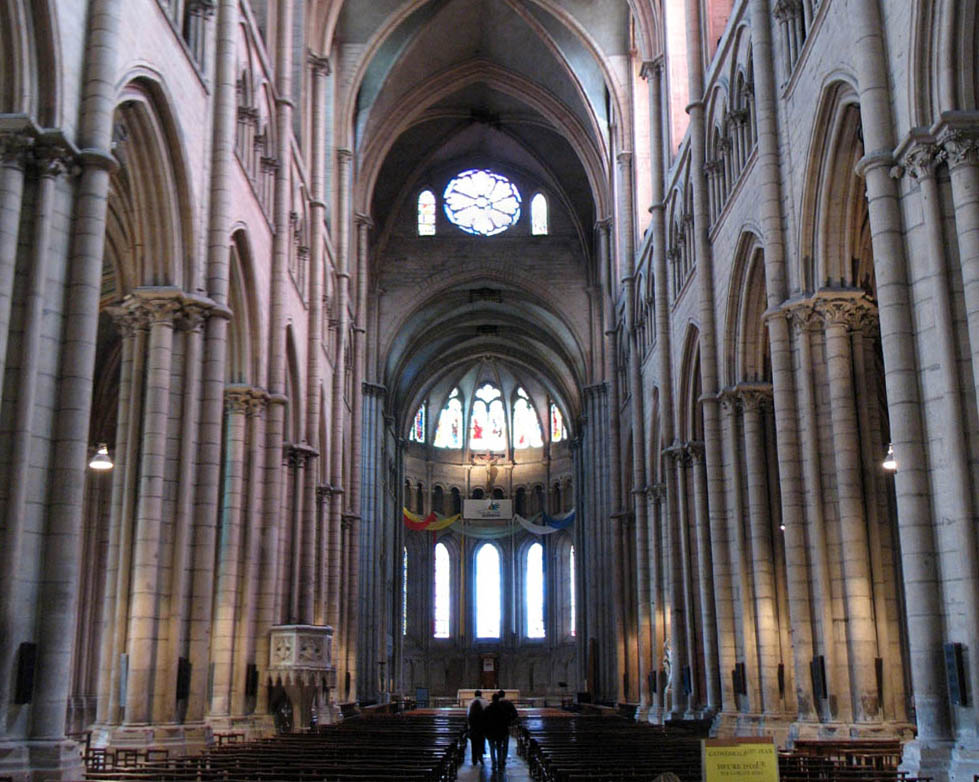
La catedral de Lyon, donde se celebró el segundo concilio de Lyon en 1274.

La larga permanencia del gran maestre en Europa se debió también a otro motivo: el papa Gregorio X lo retuvo cierto tiempo en Europa. El 13 de octubre de 1273, este había escrito al patriarca de Jerusalén para informarle de que Guillermo de Beaujeu no regresaría antes del concilio que iba a realizarse en la ciudad de Lyon, ya que Gregorio X precisaba de los consejos de Beaujeu para tratar el asunto de una nueva cruzada. Durante el concilio de Lyon, que se celebró entre el 7 de mayo y el 17 de julio de 1274, Guillermo fue uno de los que rechazó la propuesta de fusionar las órdenes militares. También se opuso a la idea de cruzada de Jaime I de Aragón, que se encontraba presente, que consistía en enviar una hueste de quinientos caballeros y dos mil peones como vanguardia, a los que seguiría la expedición principal, acaudillada por el Gregorio X, al que acompañaría el propio Jaime. El gran maestre argumentó que cruzados entusiastas pero indisciplinados y transitorios no serían de ninguna utilidad. Lo que hacía falta, en su opinión, era una guarnición permanente en Tierra Santa, reforzada regularmente por pequeños contingentes de soldados profesionales. Tenía sólidas razones para rechazar el proyecto del aragonés: Guillermo era pariente de la familia real francesa, cuyos monarcas no solamente habían sido la fuente de ayuda más fiable para Tierra Santa, ya que aportaban una fuerza permanente de caballeros y ballesteros a Acre, capital del Reino de Jerusalén, sino que, con la victoria de Carlos de Anjou sobre Conradino de Hohenstaufen en la batalla de Tagliacozzo en 1268, el dominio francés se extendía ya a todo el Mediterráneo.
Había otro motivo para que Guillermo apoyase a Carlos: este había entablado negociaciones en 1268 con María de Antioquía para que abandonase su reclamo al Reino de Jerusalén a cambio de una compensación monetaria. Para Guillermo, el evidente interés en Carlos, que contaba con el rico y el poderoso Reino de Sicilia y con el respaldo de la Santa Sede, debió parecerle la única esperanza de conservar los pocos territorios cruzados. En cuanto a Carlos, los servicios militares y financieros, que los templarios habían brindado ya anteriormente a la casa real francesa, serían el conducto obvio mediante el cual podría ejercer su influencia en Tierra Santa. Finalmente el papa promulgó una nueva cruzada, que estaría lista en 1278, pero la muerte de Gregorio X en 1276 desbarató estos planes.

## Retorno a Tierra Santa

### Partidario de Carlos de Anjou

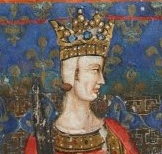
Carlos de Anjou, rey de Sicilia, hermano de Luis IX de Francia y pretendiente al trono jerosolimitano al que respaldó Guillermo.

Guillermo de Beaujeu finalmente llegó a Acre en septiembre de 1275. Bajo su maestrazgo, los templarios fueron firmes seguidores de las políticas de Carlos, lo que les hizo entrar en conflicto con la nobleza del reino, que apoyaba a Hugo III de Chipre, también rey de Jerusalén. Guillermo declaró abiertamente su oposición a Hugo; incluso se negó a consultarlo y a obtener su consentimiento sobre la compra de algunas villas. En 1276, el rey regreso a su isla sumamente indignado y escribió al papa quejándose de que los templarios y los hospitalarios hacían ingobernable Tierra Santa, según el Templario de Tiro. Añadió también que había oído que María de Antioquía había vendido sus pretensiones sobre Jerusalén a Carlos de Anjou, y que este había mandado a Roger de San Severino en calidad de representante suyo para apoderarse del reino.
San Severino desembarcó en Acre el 7 de junio de 1277 trayendo cartas de Carlos, María y el papa en las que se explicaba que el primero era el legítimo rey de Jerusalén. El bailío de Hugo III, Balián de Arsuf, le entregó la ciudad sin resistencia. Aunque solamente los hospitalarios y los venecianos reconocieron a Carlos como señor legítimo, los barones del reino también rindieron homenaje a San Severino en enero de 1278, después de que este los amenazase con confiscar sus propiedades. San Severino ejerció su autoridad junto con Guillermo de Beaujeu. Con el fin de recuperar su posición en el continente, el rey Hugo acometió dos expediciones, una primera contra Tiro en 1279 y luego otra contra Beirut en 1284, ambas frustradas principalmente por los templarios. Esto movió al monarca chipriota a confiscar los bienes de la orden en la isla.

### Conflictos con el Condado de Trípoli
Como el gran maestre del Temple era el portavoz de Carlos al defender su política, este consiguió asegurar la autonomía de su orden en Tierra Santa. Guillermo actuaba como señor independiente e intervino en muchos de los asuntos de lo que quedaba de los Estados cruzados. Por ejemplo, entre 1277 y 1282, Guillermo involucró a la orden en la prolongada disputa entre Bohemundo VII de Antioquía y Guido II de Gibelet, su vasallo, por la mano de una heredera, que desató una pequeña guerra civil. El gran maestre se decantó primero por el bando de Bohemundo, pero luego cambió de facción debido a la influencia del obispo de Trípoli, que era amigo de los templarios. Entre 1277 y 1278, Guillermo y Guido intentaron infructuosamente adueñarse de Trípoli.

Conquistas y campañas de Qalawun como sultán de Egipto (1279-1290). Las aspas con fecha indican plazas conquistadas y la fecha correspondiente. Con estrellas azules, las poblaciones saqueadas o conquistadas temporalmente.
Sultanato mameluco
Territorios cruzados (Reino de Jerusalén, Condado de Trípoli y Reino de Chipre).

Finalmente se alcanzó un armisticio gracias al arbitraje de Nicolas Lorgne, gran maestre de los caballeros hospitalarios. Sin embargo, el conflicto volvió a reanudarse entre 1281 y 1282. Guido intentó nuevamente conquistar Trípoli, pero tuvo desavenencias con los templarios de la ciudad que le hicieron fracasar en tres ocasiones. La tercera vez consiguió introducirse en la ciudad de noche, pero fue traicionado por los templarios y capturado por los hombres de Bohemundo, que lo enviaron cautivo al cercano castillo de Nephin el 18 de febrero de 1282. Guido acusó al gran maestre del Temple de ser el instigador de todos los ataques contra la capital del condado. Demostró haber sido el medio involuntario que Guillermo había empleado para apoderarse de la ciudad y hacer de ella una nueva plaza defensiva templaria como las de Pèlerin, Sidón y Tortosa. Tras confesar esto, Guido y su hermano fueron encerrados en un calabozo, donde murieron de inanición. Ese conflicto intestino entre los cristianos latinos, en un momento en que su reino ya estaba en situación precaria, escandalizó a la opinión europea y debilitó la autoridad moral del gran maestre, creándole «una imagen de parcial y poco digno de confianza».

### Alianza con los mamelucos
El Sultanato mameluco de Egipto ya había confinado el Reino de Jerusalén a una franja costera que abarcaba 2600 km² y Carlos había ordenado a San Severino que evitara conflictos con Egipto. Guillermo había sido elegido gran maestre en un momento en que Baibars y Hugo III firmaron una tregua general, si bien esto no impedía a los mamelucos pactar otras particulares con determinados territorios cristianos. Baibars y Qalawun, su sucesor, conocían la situación política y territorial de los reinos cruzados: una colección de principados, señoríos y comunidades donde cada uno velaba por sus propios intereses, e intentaban salvaguardar su posición al amparo de treguas con los sultanes mamelucos.
Guillermo firmó una tregua de diez años con Qalawun en 1281 que únicamente concernía a la posesión templaria de Tortosa. La política del gran maestre consistía en mantener buenas relaciones con los mamelucos a cambio de cesiones que disminuían todavía más unos territorios reducidos, aunque defendibles merced a las formidables fortalezas costeras que los protegían. Por esto, Guillermo se mantuvo neutral durante la guerra de 1281 entre mongoles y mamelucos.

### Perdida del apoyo angevino y reconciliación con Chipre
A finales de marzo de 1282, la base de la política de Guillermo de Beaujeu se vio debilitada por la llamada guerra de las vísperas sicilianas contra Carlos de Anjou. Por añadidura, San Severino tuvo que regresar a Italia y se llevó consigo la mayor parte de la guarnición de Acre. Odón Poilechien, quien lo sucedió en Acre, tenía autoridad limitada. El debilitamiento del poder angevino en el Reino de Jerusalén hizo que Guillermo adoptase una actitud menos partidista, sobre todo después de la muerte Carlos en 1285. Luego del corto reinado de Juan, hijo de Hugo III, en junio de 1285, el siguiente en ocupar el trono fue su hermano Enrique II. Aunque el nuevo monarca fue reconocido en Chipre, necesitaba la colaboración de los templarios para extender su autoridad al continente. Los soberanos chipriotas no habían renunciado a sus derechos a la corona jerosolimitana y por ello Enrique mandó un emisario para negociar con Guillermo de Beaujeu. El rey desembarcó en Palestina en junio de 1286. En esta ocasión, las tres principales órdenes militares, templarios, hospitalarios y caballeros teutónicos, lo apoyaron y persuadieron a Poilechien para que les entregara la ciudadela de Acre, que cedieron a su vez a Enrique cuatro días después. Este fue coronado rey de Jerusalén en la ciudad de Tiro el 15 de agosto.

### Caída de Trípoli

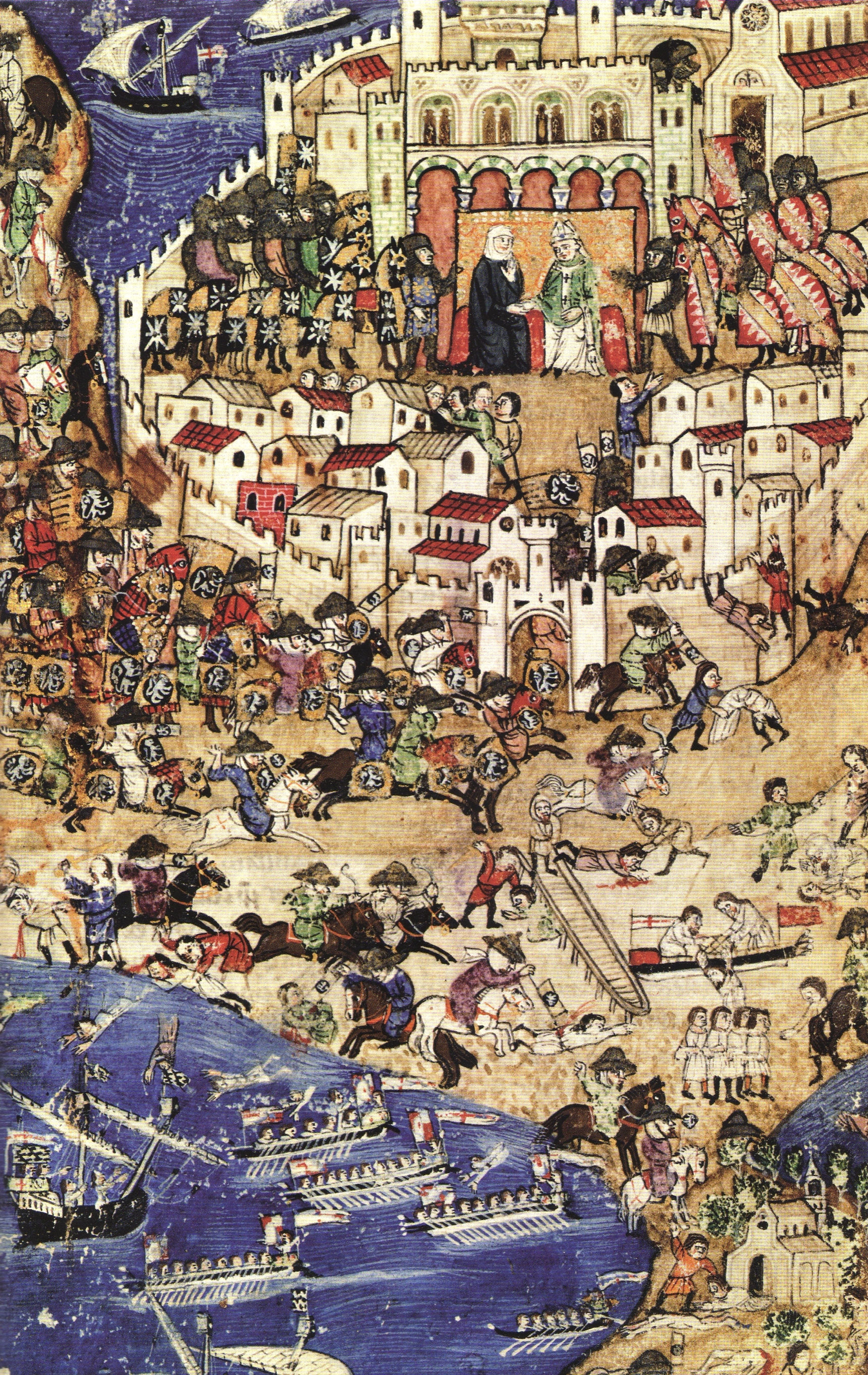
El asedio de Trípoli.

Un terremoto en marzo de 1286 permitió a Qalawun apoderarse de Latakia, el único puerto que restaba del Principado de Antioquía, al mes siguiente. Dos años después, el sultán aprovechó una disputa por el gobierno de Trípoli que se originó tras la muerte de Bohemundo VII para conquistar la ciudad, a pesar de que el condado había firmado una tregua con él. Su plan fue descubierto por un espía mameluco pagado por Guillermo de Beaujeu, el emir Badr al-Din Baktash Al-Fajri, uno de los hombres de confianza del sultán en asuntos militares. El gran maestre escribió para advertir a los ciudadanos de Trípoli, pero, por su fama de doblez, no le creyeron, y así el ejército mameluco los tomó desprevenidos. Cuando las tropas mamelucas irrumpieron en la ciudad, el jefe templario, Pedro de Moncada, se quedó y fue asesinado junto con todos los prisioneros varones: las mujeres y los niños fueron esclavizados. El sultán ordenó arrasar por completo la ciudad conquistada para evitar el retorno de los francos.

### Sitio de Acre y muerte
En teoría, el Reino de Jerusalén todavía estaba protegido por la tregua de diez años que había firmado con los mamelucos en 1282, pero el sultán pronto encontró un pretexto para romperla. Un grupo de cruzados lombardos comenzó a atacar a los mercaderes, a los campesinos y a los ciudadanos musulmanes de Acre. Los barones latinos y las órdenes militares hicieron lo posible para detener la matanza, en la que perecieron muchos musulmanes. Cuando el sultán se enteró de la masacre, exigió que los responsables le fueran entregados para su ejecución. Las autoridades de la ciudad se negaron a entregarlos. Guillermo de Beaujeu propuso mandar en su lugar a todos los condenados encerrados en las cárceles de Acre, pero la sugerencia fue rechazada. En vez de ello, los cristianos enviaron emisarios ante el sultán para explicar que los cruzados eran recién llegados que todavía no habían comprendido la ley, y que de todos modos habían sido los musulmanes quienes habían empezado los disturbios.

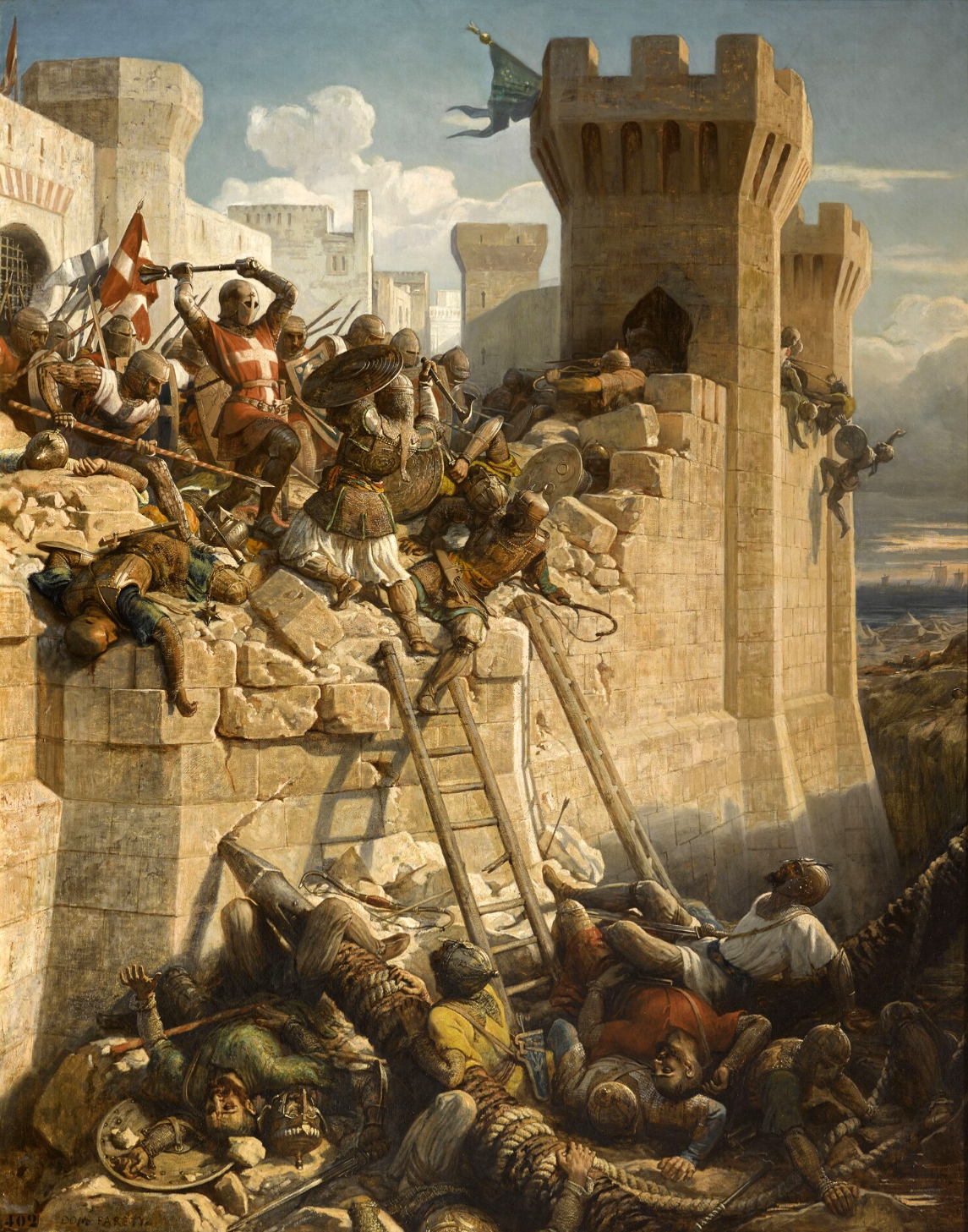
El sitio de Acre de 1291, pintura historicista de Dominique Papety (c. 1842-45).

Según sus asesores, el sultán tenía una causa justa para romper la tregua y ordenó entonces a su ejército prepararse en secreto para asaltar Acre. Al-Fajri le pasó de nuevo la información a Guillermo de Beaujeu, al que una vez más no creyeron. Desesperado, el gran maestre envió a su propio emisario a El Cairo para negociar con Qalawun, quien le ofreció la paz a cambio de un pago por cada habitante de la ciudad. Guillermo aconsejó a la Alta Corte de Jerusalén que accediese a la oferta, pero esta la rechazó con desdén. El mismo Guillermo fue acusado de traición y maltratado por la multitud cuando abandonó la sala.
El sultán partió hacia Acre a la cabeza de su ejército el 4 de noviembre de 1290, pero cayó enfermo y murió una semana más tarde. Aunque el sultán había fallecido, su hijo, Jalil, prosiguió la guerra contra los francos. Los cristianos enviaron nuevos representantes a El Cairo, algunos de ellos templarios, que fueron encarcelados. Jalil escribió al gran maestre del Temple en marzo de 1291 para anunciarle su intención de conquistar Acre. Su ejército se presentó ante los muros de la ciudad el 5 de abril, aunque el asedio empezó al día siguiente. Todos los hombres disponibles se organizaron para la defensa; los templarios, a las órdenes de Guillermo, protegían el extremo norte, donde las murallas de «Montmusard» llegaban hasta el mar. Aunque adecuadamente abastecidos de comida por mar, los cristianos estaban escasos de armas y soldados para defender las murallas. La noche del 15 de abril, el gran maestre dirigió una salida para atacar el campamento musulmán, pero, tras un éxito inicial, los cristianos se enredaron con las cuerdas de las tiendas y tuvieron que retirarse; la operación les costó dieciocho muertos. El 8 de mayo, la primera de las torres debilitadas por las máquinas musulmanas estaba a punto de desmoronarse, lo que obligó a su dotación a prenderle fuego y replegarse. Otras torres comenzaron a derrumbarse en el curso de la semana. El 18 de mayo, mientras los defensores descansaban, a Guillermo le avisaron de que los mamelucos se habían apoderado de la «Torre Maldita». Sin ni siquiera ponerse la armadura, salió a conducir un contraataque, pero fue herido por una flecha y tuvo que ser evacuado. Los demás caballeros le reprocharon su conducta, pero Guillermo les respondió: «¡No me estoy escapando, estoy muerto!», levantando el brazo para mostrar la herida mortal. Sus hermanos templarios lo llevaron de vuelta a la fortaleza de la orden, en el extremo suroeste de la ciudad, donde permaneció durante todo el día y murió esa noche, a la edad de sesenta años aproximadamente. La toma de Acre se produjo ese mismo día tras un enconado y largo asedio.

## Guillermo de Beaujeu en la cultura popular
Guillermo de Beaujeu es uno de los personajes principales del Crusade de Robyn Young. En la novela, se involucra brevemente con un cabale de comerciantes en Acre para iniciar una guerra contra los mamelucos, pero se convierte en un comandante honesto nuevamente después de que el plan fracasa.